# Râul Rotunda, Lăpuș
Râul Rotunda este un curs de apă, în județul Maramureș, afluent al râului Lăpuș. Râul se formează la confluența brațelor Șatra și Ungureni amonte de localitatea Libotin

## Hărți
- Harta județului Maramureș
- Harta muntii Gutâi  Arhivat în 4 martie 2016, la Wayback Machine.